# حسین‌آباد (خلیل‌آباد)
حسین‌آباد روستایی از توابع بخش مرکزی شهرستان خلیل‌آباد در استان خراسان رضوی ایران است. فعالیت مردم در این روستا کشاورزی، دامداری و… است.

## جمعیت
این روستا در دهستان رستاق قرار دارد و براساس سرشماری مرکز آمار ایران در سال ۱۳۸۵، جمعیت آن ۵۵۵ نفر (۱۴۶خانوار) بوده‌است.